# Saprinillus
Saprinillus är ett släkte av skalbaggar. Saprinillus ingår i familjen stumpbaggar.
Kladogram enligt Catalogue of Life:
| Saprinillus | \| \| Saprinillus kryzhanovskyi \| \| \| \| \| \| Saprinillus paromaloides \| \| \| \| |
|             | \| \| Saprinillus kryzhanovskyi \| \| \| \| \| \| Saprinillus paromaloides \| \| \| \| |
|             | Saprinillus kryzhanovskyi                                                              |
|             |                                                                                        |
|             | Saprinillus paromaloides                                                               |
|             |                                                                                        |